# Peter Verhoyen
Peter Verhoyen er en belgisk fløjtenist og piccoloist.
Peter Verhoyen er førstepiccolospiller i deFilharmonie. Som underviser i piccolo og undervisningsmetodik inden for fløjten er han tilknyttet Det Kongelige Flamske Musikkonservatorium i Antwerpen og Det Kongelige Musikkonservatorium i Bruxelles. Sammen med cellisten Stefaan Craeynest er han stifter af kammermusikensemblet Arco Baleno. Med det ensemble har han indspillet ni cd'er og adskillige radiooptagelser. Derudover er Peter Verhoyen regelmæssigt aktiv ved Collegium Instrumentale Brugense (under ledelse af Patrick Peire) og orkesteret Il Novecento (under ledelse af Robert Groslot).